# Patrick Joseph Kennedy
Pour les articles homonymes, voir Patrick Joseph Kennedy (homonymie) et Kennedy.
Patrick Joseph "P. J." Kennedy I, né à Boston, le 14 janvier 1858 et mort à Boston le 18 mai 1929, est un homme d'affaires et homme politique américain. P. J. est le grand-père de John Fitzgerald Kennedy (1917-1963), le 35e président des États-Unis.

## Biographie
Patrick Joseph Kennedy est le cinquième et dernier enfant du fermier Patrick Kennedy (1823-1858), reconverti tonnelier à Boston, et de Bridget Murphy (1824-1888).
P. J. a quatre sœurs et frère aînés : Mary L. Kennedy (1851-1926), Joanna L. Kennedy (1852-1926), John Kennedy III (1854-1855), Margaret M. Kennedy (1855-1929).
Son père Patrick meurt du choléra le 22 novembre 1858 alors que P. J. n'a que quelques mois.
Il épouse en 1887 Mary Augusta Hickey (1857-1923), fille de James Hickey (1828-1915) et Margaret Martha Feild (1829-1913), P. J. et Mary ont quatre enfants :
- Joseph Patrick Kennedy (1888-1969), dit « Joe » ;
- Francis Benedict Kennedy (1891-1892), sans descendance ;
- Mary Loretta Kennedy (1892-1972), épouse George Connely ;
- Margaret Louise Kennedy (1898-1974), épouse Charles Burke.

## Carrière
D'abord docker sur les quais de Boston, P. J. Kennedy achète une première taverne à Boston-Est, puis grâce à ses économies, rapidement, une seconde. 
Il investit des parts dans un important hôtel de Boston, le Maverick House et ouvre une maison d'importation de spiritueux, la « P. J. Kennedy § Company », vendant ainsi principalement le whisky Haig and Haig dans les principaux hôtels et restaurants de la ville.
Fort de ses économies, P. J. spécule alors en bourse et se lance en politique en 1884 : il est élu représentant de la 2e circonscription à la Chambre des représentants du Massachusetts, et cinq ans plus tard, au Sénat du Massachusetts.
En 1888, il participe à la Convention nationale du Parti démocrate chargée de soutenir la candidature de Grover Cleveland.
En revanche, il est battu par son grand rival, John Francis Fitzgerald (1863-1950), au poste de maire de Boston. La fille de ce dernier, Rose Marie épouse en 1914 le fils de P. J., Joseph. Le couple engendrera neuf enfants, dont John F. Kennedy.
En 1907, P. J. Kennedy se rend en Irlande, sur les traces de ses ancêtres et pour rendre hommage à son père, Patrick Kennedy.
P. J. Kennedy est mort le 18 mai 1929 à l'âge de 71 ans. Il possède au moment de sa mort de nombreuses parts de la banque d'affaires Columbia Trust Company, où son fils Joseph travaille un temps dans les années 1910.